# Pas de la Roca Llisa
El Pas de la Roca Llisa és una collada situada a 619 m d'altitud a cavall dels termes municipals d'Àger, a la Noguera, i de Castell de Mur, dins de l'antic terme de Guàrdia de Tremp, al Pallars Jussà.
Està situat en el sector oriental del Montsec d'Ares, a l'extrem oriental del Serrat de Fontfreda, a prop del Congost de Terradets.